# Посо-Альмонте
Посо-Альмонте (ісп. Pozo Almonte) — місто в Чилі. Адміністративний центр однойменної комуни та провінції Тамаругаль. Населення міста - 9 277 осіб (2017). Місто і комуна входить до складу провінції Тамаругаль та регіону Тарапака.
Територія — 13765,8 км². Чисельність населення - 15 711 жителя (2017). Щільність населення - 1,14 чол./км².

## Розташування
Місто розташоване за 38 км (52 км по шосе) на схід від адміністративного центру області міста Ікіке.
Комуна межує:
- на півночі — комуна Уара
- на сході — комуна Піка
- на південному сході — комуна Ольяке
- на півдні — комуни Калама, Марія-Елена, Токопілья
- на заході — комуна Ікіке, Альто-Оспісіо

## Історія
З колоніальної епохи Посо-Альмонте був місцем розміщення різних служб і постачальником питної води, звідки і походить його назва ("Посо" - в перекладі з іспанської «криниця»). У селищі дуже мальовничі будинки та вулички, заповнені торговими ятками.
Комуна Посо-Альмонте була створена 30 грудня 1927  р. З 8 жовтня 2007, це столиця провінції Тамаругаль.

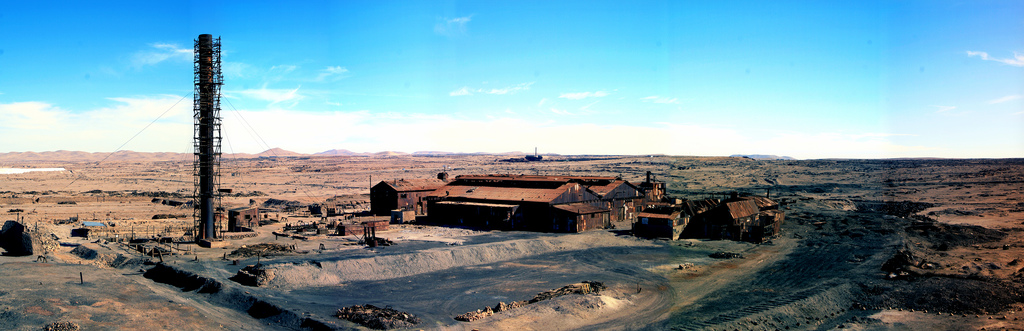
Підприємство Умберстоун

## Економіка
У його околицях знаходяться великі екс-підприємства з видобутку селітри Умберстоун та Санта-Лаура (оголошені ЮНЕСКО Надбанням Людства в 2006 році) та екс-підприємство Вікторія, яке було найбільшим із усіх, які існували, з населенням, близьким до 10 тис. мешканців.